# Batalha de Segre
A Batalha de Segre é o nome coletivo de uma série de batalhas que tiveram lugar ao longo dos rios Segre e Noguera Pallaresa, rios que servem de fronteira natural entre Aragão e Catalunha. Essas lutas ocorreram durante um tempo relativamente longo, começando em 4 de abril de 1938, após a vitoriosa campanha nacionalistas de Aragão e terminaram em 3 de janeiro de 1939, quando quebrando as linhas do Exército Republicano espanhol, Francisco Franco entrou na Catalunha.
O fotógrafo Robert Capa tirou fotos dos marines republicanos da 151° Brigada Mista que lutou nesta batalha.